# Martín de Bonilla
Martín de Bonilla (Valladolid, s. XVI–?, octubre de 1662) fou un religiós castellà, conseller d'Hisenda del Reial Consell de Castella i bisbe d'Àvila.
Llicenciat en Dret Canònic per la Universitat de Salamanca el 1612, doctorat a la mateixa el 1619. Des d'ençà aleshores es dedicà a l'ensenyament del dret fins a 1630, ocupant tres càtedres durant aquests anys. Després de la seva activitat docent, exercí com a advocat de prestigi fins a la seva designació com a oïdor de la Cancelleria de Valladolid el 1644 i posteriorment fou nomenat conseller d'Hisenda, des del 7 d'abril de 1650. Nomenat conseller de Castella més tard, el 3 de març de 1653, càrrec que va ocupar fins a 1650. Poc després va ser nomenat bisbe d'Àvila el 1656, després de deixar el seu lloc al consell. Allà va tenir la col·laboració del seu nebot Martín de Bonilla y Echevarría.